# Marino (municipi d'Itàlia)
Marino és un municipi a la ciutat metropolitana de Roma Capital (regió de Laci, Itàlia) amb 37.684 habitants l'any 2006. La batalla de Marino fou un combat lluitat el 30 d'abril de 1379 al peu del castell de Marino, en aquell moment part dels Estats Pontificis, a l'inici del Cisma d'Occident.